# Paratorchus aculeatus
Paratorchus aculeatus – gatunek chrząszczy z rodziny kusakowatych i podrodziny Osoriinae.
Gatunek ten opisany został w 1982 roku przez H. Pauline McColl jako Paratrochus aculeatus. W 1984 roku ta sama autorka zmieniła nazwę rodzaju na Paratorchus, w związku z wcześniejszym użyciem poprzedniej nazwy dla rodzaju mięczaków.
Chrząszcz o walcowatym ciele długości od 2,3 do 3,2 mm, barwy rudobrązowej z  nieco jaśniejszymi odnóżami i czułkami. Wierzch ciała ma delikatnie punktowany oraz rzadko owłosiony. Długość szczecinek okrywowych jest mniejsza niż odległości między nimi. Owalne oczy buduje pojedyncze, płaskie omatidium. Przedplecze ma od 0,45 do 0,48 mm długości i jest najszersze mniej więcej pośrodku. Powierzchnię przedplecza cechuje płytkie punktowanie i delikatna, siateczkowata mikrorzeźba. Odwłok ma wyraźnie widoczne linie łączeń między tergitem a sternitem tylko w przypadku trzeciego segmentu, a dziewiąty tergit niezbyt silnie wydłużony ku tyłowi w dwa długie, spiczaste wyrostki tylne o szerokim rozstawie i pozbawiony guzka środkowego. U samca ósmy sternit odwłoka ma wgłębienie środkowe nie odgraniczone listewkami. Narząd kopulacyjny samca ma bardzo krótki wyrostek boczny i szeroką część rurkowatą, pokrytą drobnymi, cierniowatymi guzkami. Samicę cechuje gruszkowata spermateka o wymiarach 0,175 × 0,075 mm i prostym w części środkowej przewodzie.
Owad endemiczny dla Nowej Zelandii, znany tylko z regionu Auckland na Wyspie Północnej. Spotykany jest w ściółce i próchnicy, na wysokości od 20 do 274 m n.p.m.